# 帰宅部
帰宅部（きたくぶ）とは、クラブ活動（部活動）が強制されていない学校で、どの部活動にも所属していない児童・生徒を意味する俗語。

## 概要
放課後の部活動が「強制」でなく「任意」とされている学校で、どの部にも所属せず、放課後に部活動をせずに帰宅するため、「帰宅部」と呼称される。
何らかの部に所属しない理由として、
- アルバイトをするため[2][3][4]。
- 塾や予備校に通うため[2][3][5]。
- 学業に専念するため。
- 学校外での活動に参加するため[4]。
- 希望する部活動が学校にないため[5]。
- 校外のスポーツクラブ、クラブチームで活動したいため[5][6]。
- 家庭の事情[7]を優先するため。
- 様々な理由により、部活動をする意欲を喪失したため。
- 部活動に興味・関心が無いため。

などが挙げられる。
部活動に参加しないことで自由時間が増えることから、過剰な教育志向からの塾通いや、生徒が非行に走ることを懸念する意見が出ているが、非部活参加者の非行や過度の教育問題との具体的な関連性は示されておらず、主観的意見に留まっている。そのような理由から、ほとんどの中学・高校で帰宅部を一切認めず、校則で何かしらの部活への参加を強制している（ブラック部活）。
また、少子化による生徒数の減少や、生徒の意識の変化、指導する教師の忙しさや指導者不足が背景にあるとする報道もある。教員からは帰宅部の増加を歓迎する声もある。
中学校では約7割の生徒が何らかの部活動に参加して（受験期の中3を除外すると約9割）いるが、この部活動の参加が校則で「強制」されているため不本意で参加しているのか、生徒自身の「希望」で参加しているのか内訳が明示されていない。
「帰宅部」にはそれに参加しない者という揶揄あるいは自嘲の意味合いもあるとされる。1989年（平成元年）の学習指導要領改訂以降、部活動がカリキュラム内に組み込まれたため、ほぼ「必修」に近い形となっており、多くの学校で部活動加入が強制となっている実情があるとされている。一方で、2021年のスポーツ庁「全国体力・運動能力、運動習慣等調査」によれば、何らかの部活に所属していない生徒の割合は、中学2年生男子が16.5％、中学2年生女子で12.6％にのぼる。ただし、部活動に所属していない男子の5割程度、女子の2割程度は、地域のスポーツクラブに所属している。
「帰宅部」という言葉は1980年代後半から使用例が見られ、読売新聞の解説記事では1986年（昭和61年）における流行語の一つとして「帰宅部」を挙げている。また、1996年（平成8年）の産経新聞の記事では「『帰宅部』は死語になった」とも報じられている。
学園漫画やドラマなどのフィクション作品においても、「帰宅部」が題材として用いられることもある（→#使用例）。

## 使用例

### 小説
- 『帰宅部ボーイズ』（はらだみずき）
- 『帰宅部のエースくん。』（ハセガワケイスケ）
- 『帰宅部!GO HOME』（川嶋一洋）
- 『ミカグラ学園組曲』（Last Note.）

### 漫画
- 『帰宅部活動記録』（くろは）[注 1]
- 『まかまか』（美川べるの）

### ゲーム・アニメ
- 『Caligula -カリギュラ-』『Caligula2』（フリュー）[注 2]